# Biserica reformată din Izvoru Crișului
Biserica reformată din Izvoru Crișului este un monument istoric aflat pe teritoriul satului Izvoru Crișului; comuna Izvoru Crișului.

## Localitatea
Izvoru Crișului este satul de reședință al comunei cu același nume din județul Cluj, Transilvania, România. Din punct de vedere etnografic face parte din Țara Călatei (în maghiară Kalotaszeg). Prima atestare documentară este din 1276.

## Biserica
Biserica este situată pe o înălțime din centrul satului. Este construită din piatră de calcar si are un zid înconjurător care datează din secolul XIV, actuala biserică fiind construită pe fundația unei biserici mai vechi. Tavanul bisericii este realizat de faimosul meșter sas Lorenz Umling cel Batrân, tâmplar stabilit la Cluj, autorul casetelor policrome pentru mai multe biserici reformate din zona Cluj-Huedin-Călata.

## Imagini

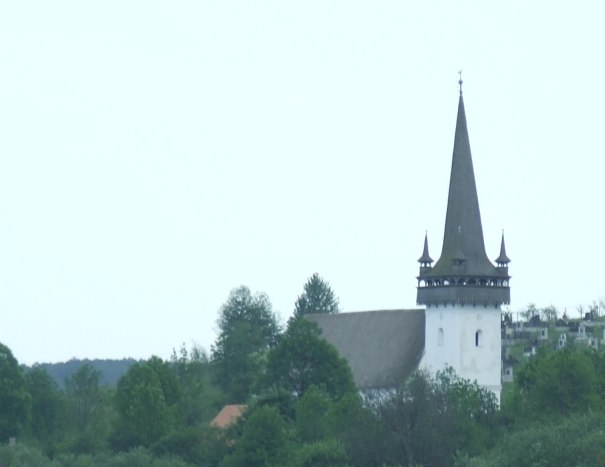
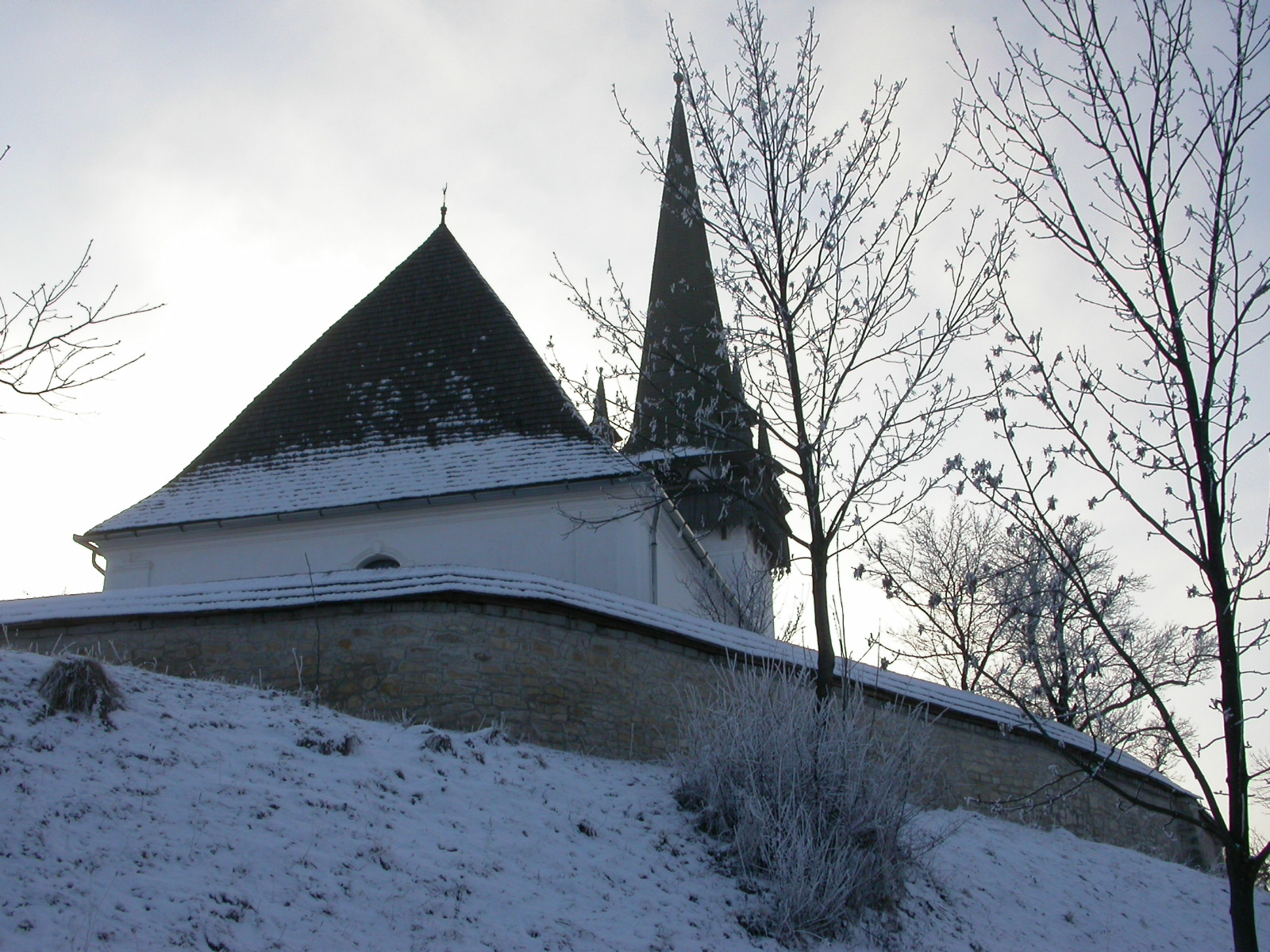
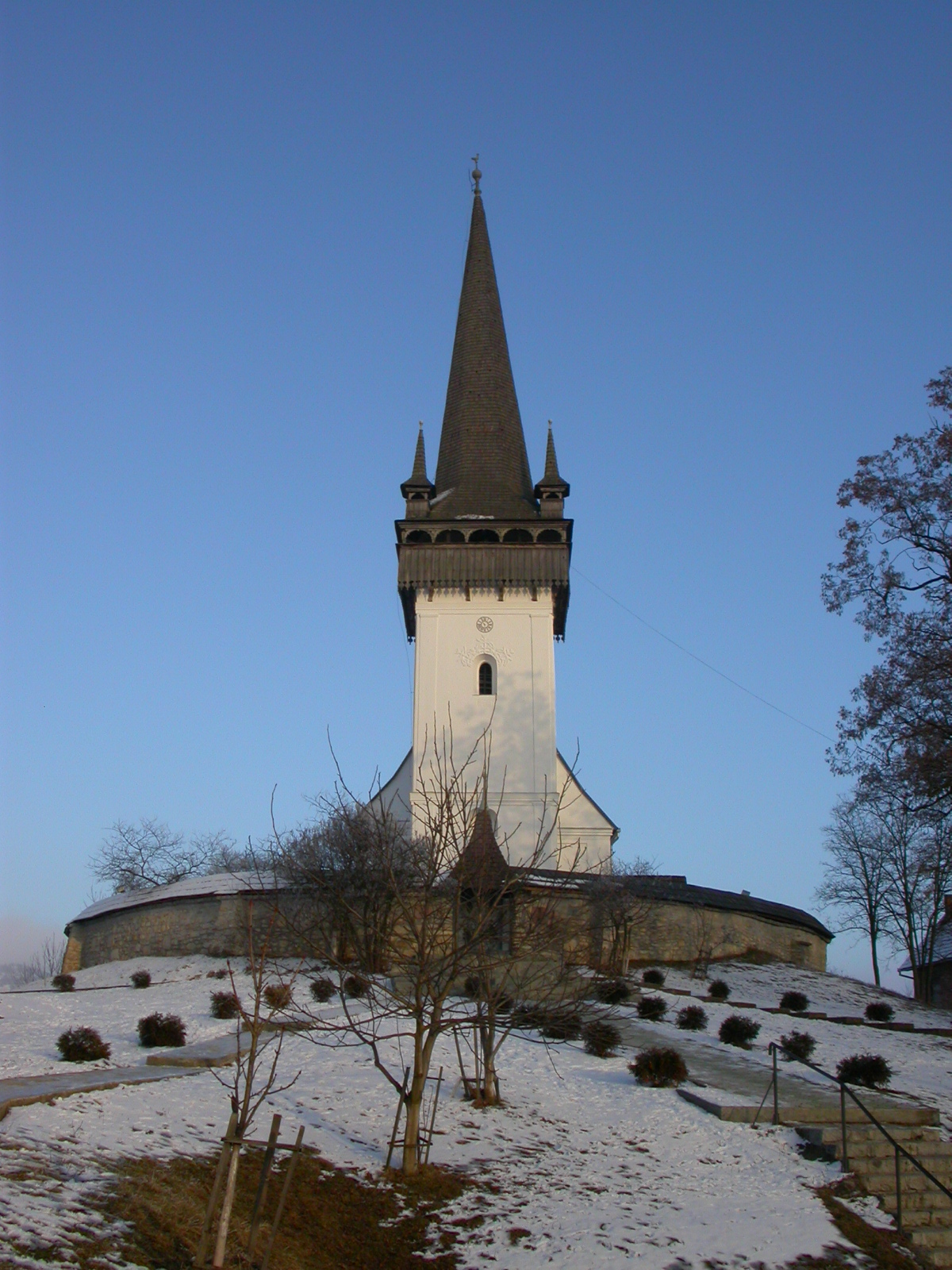
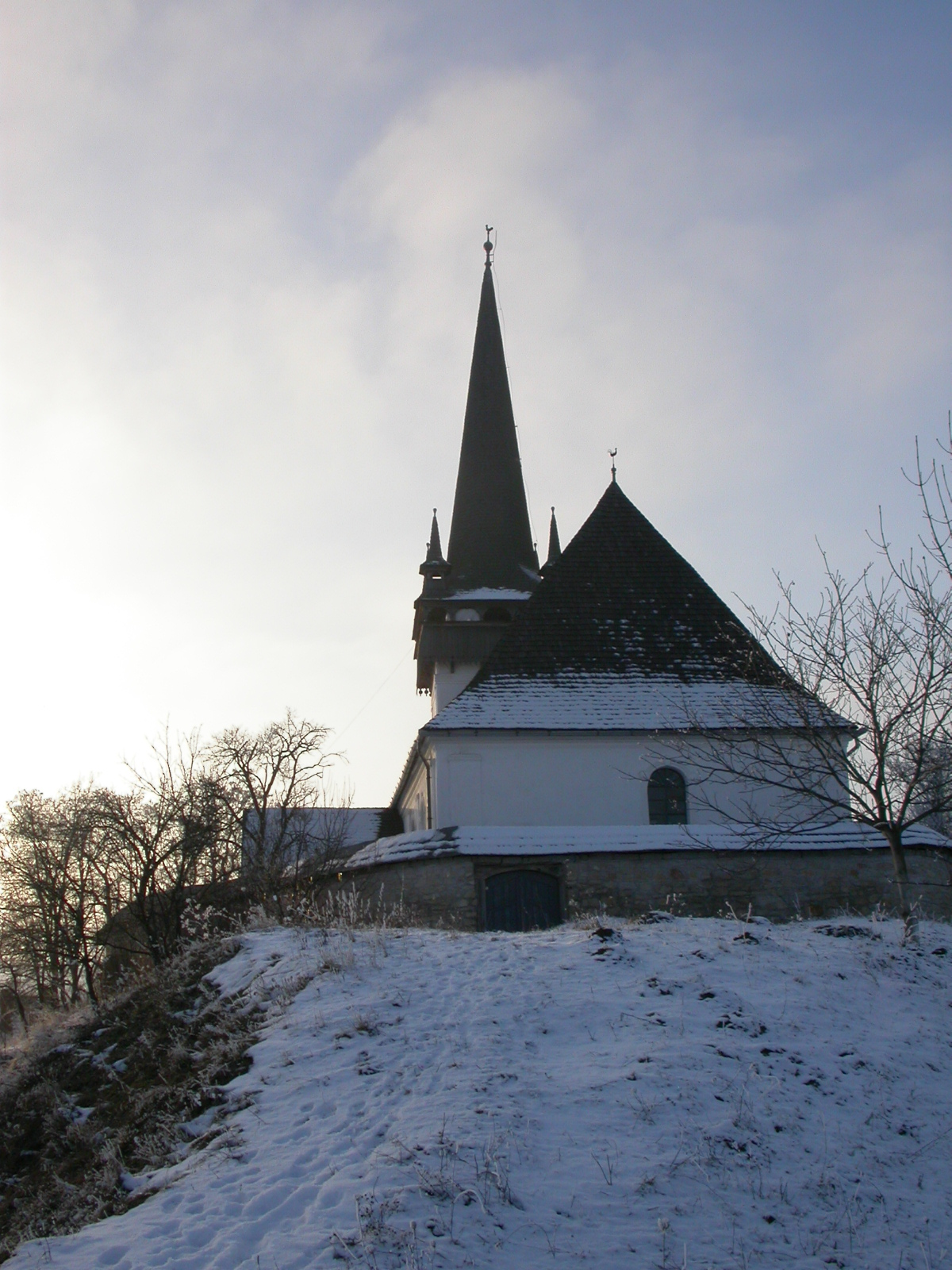
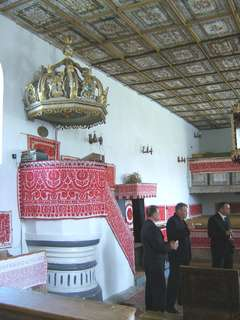
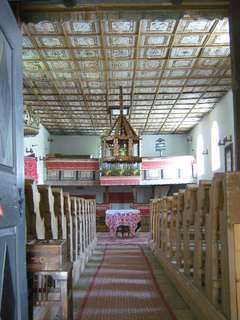
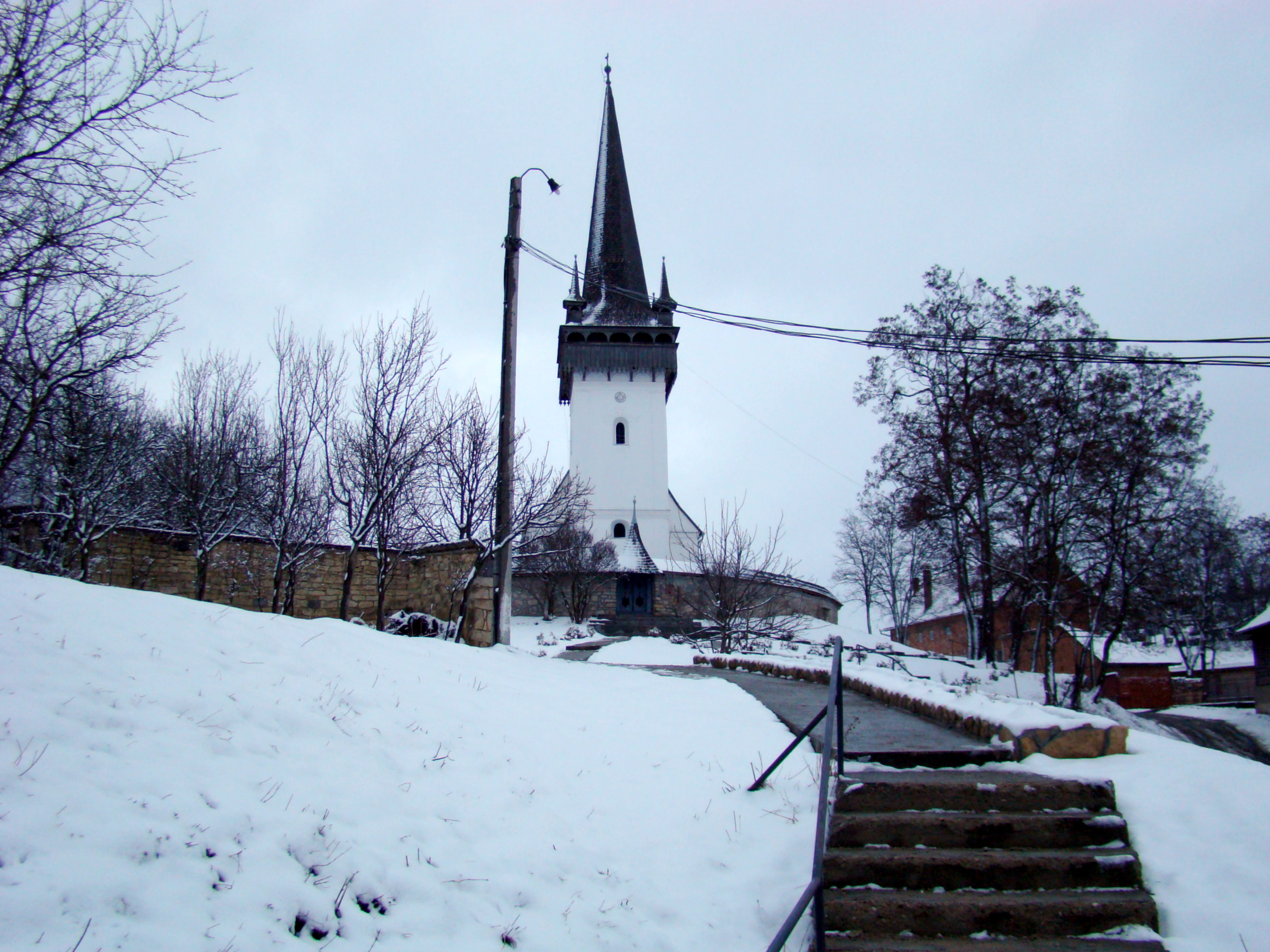
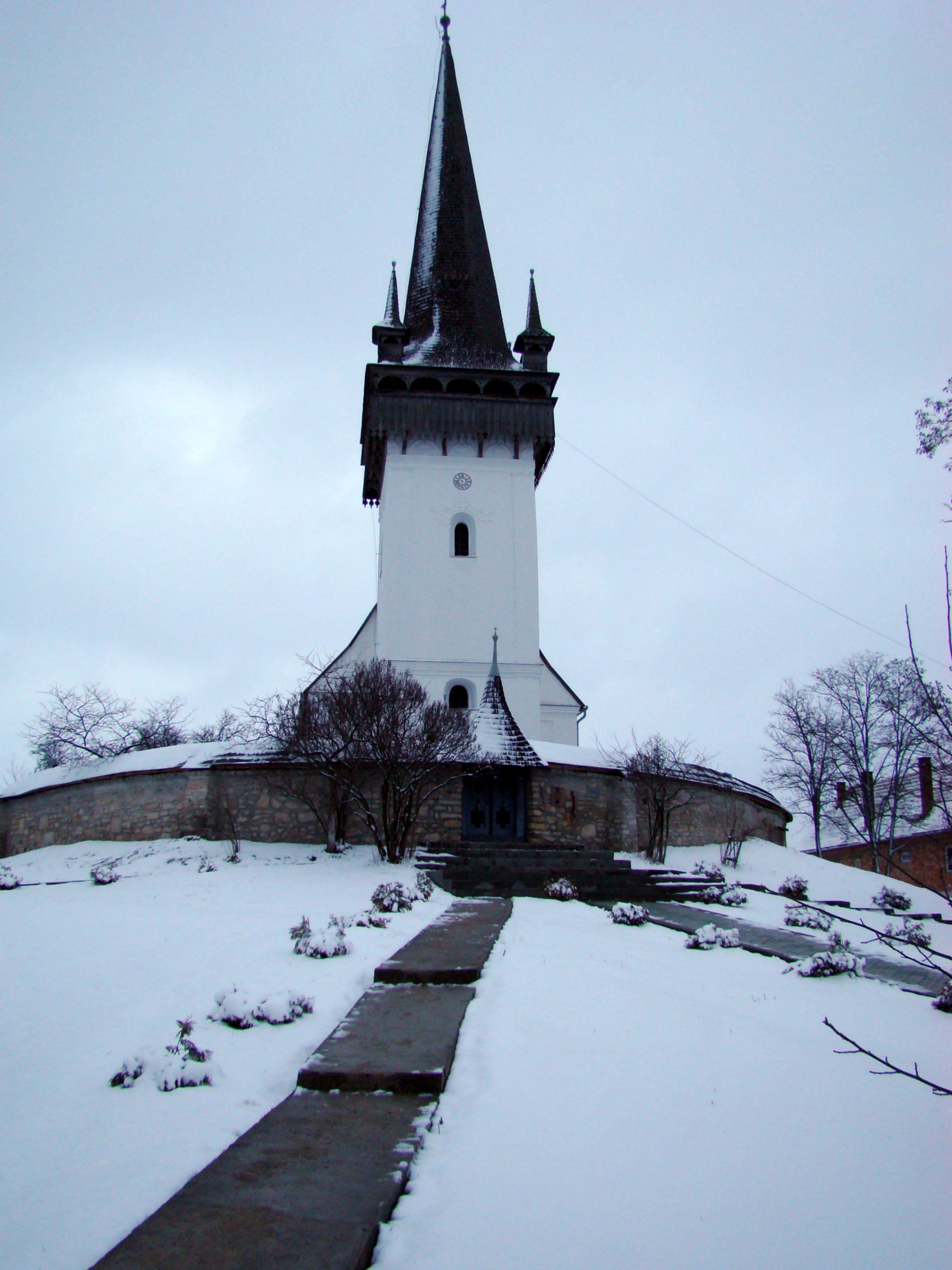
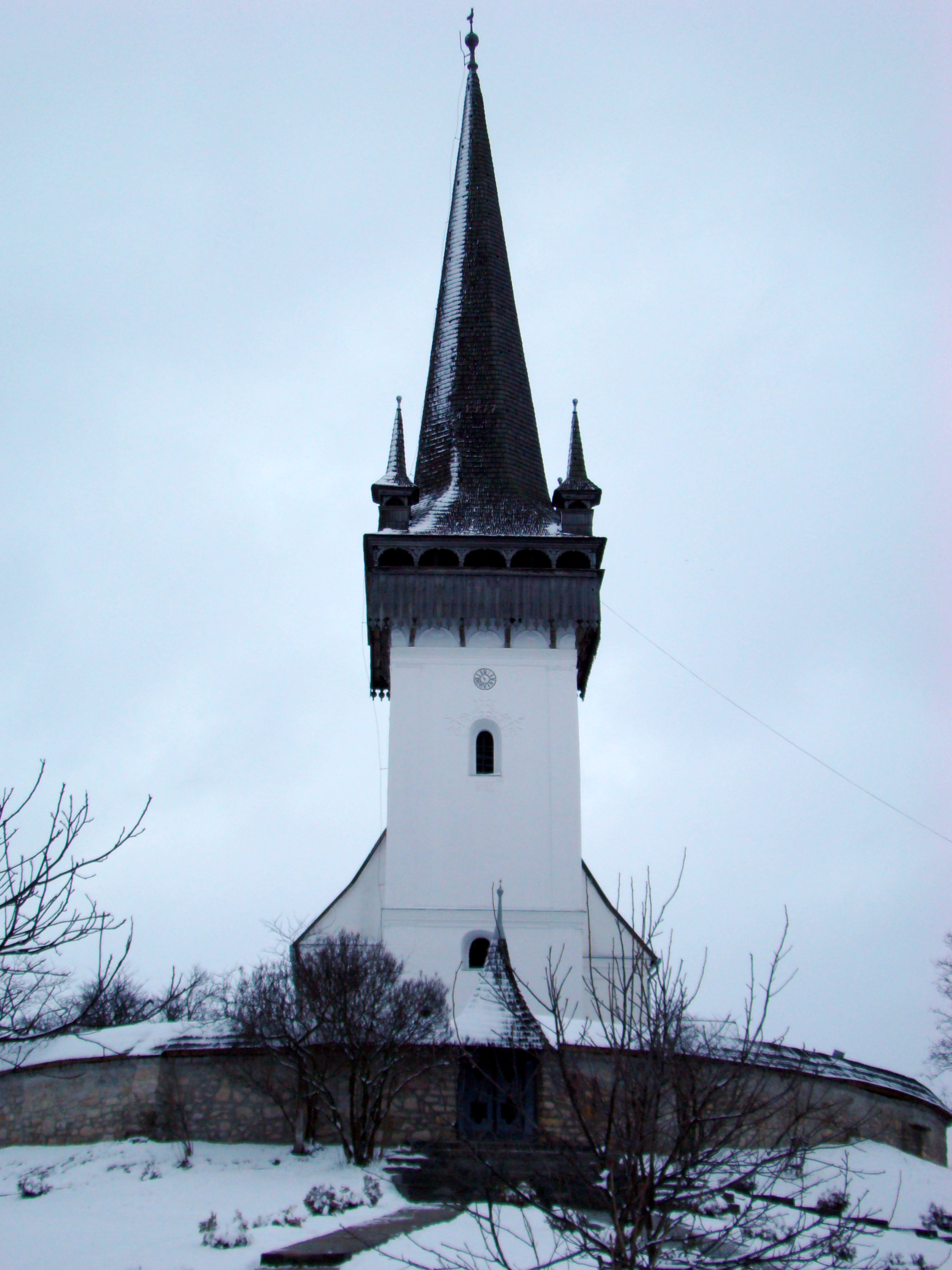
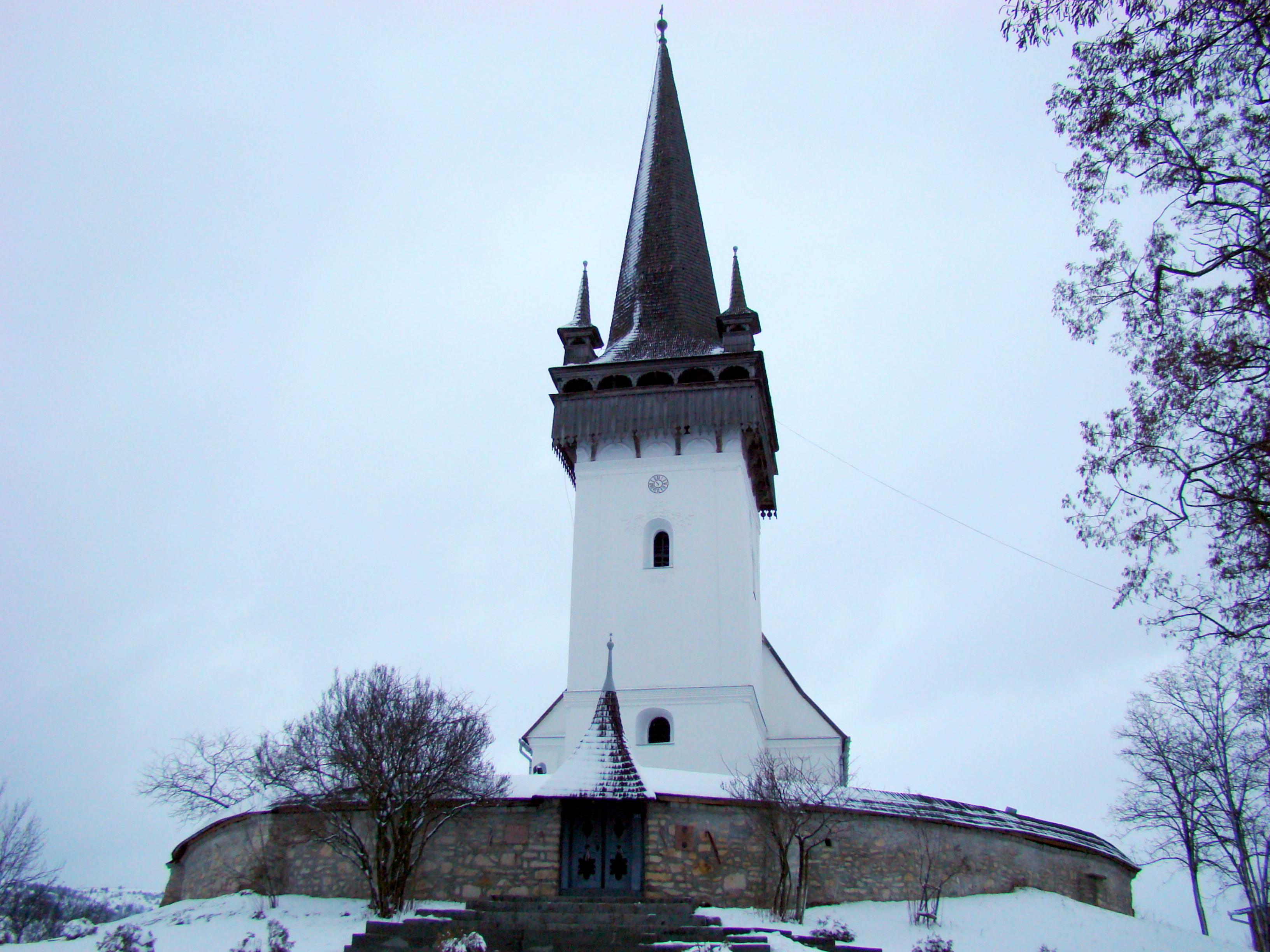
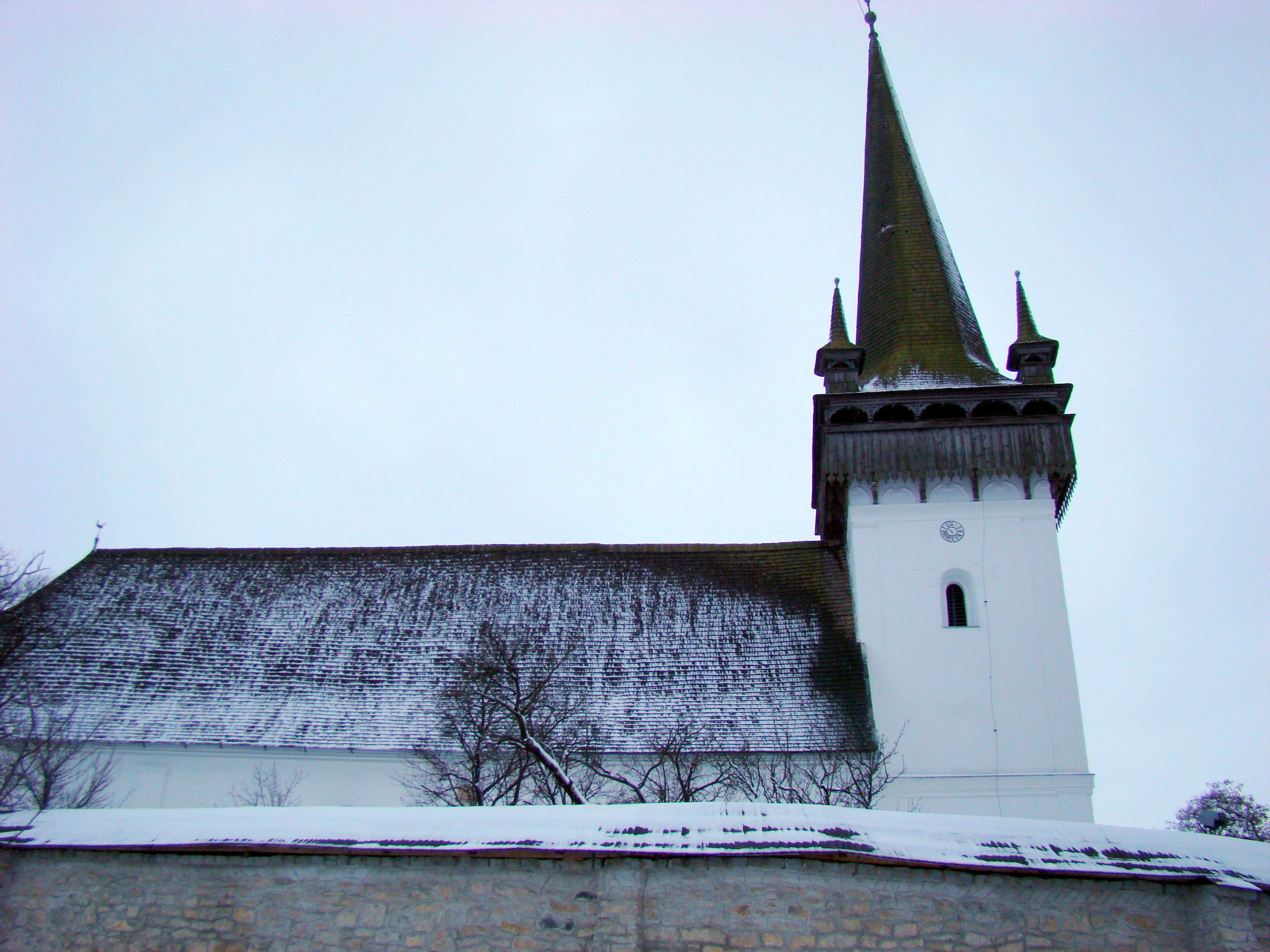
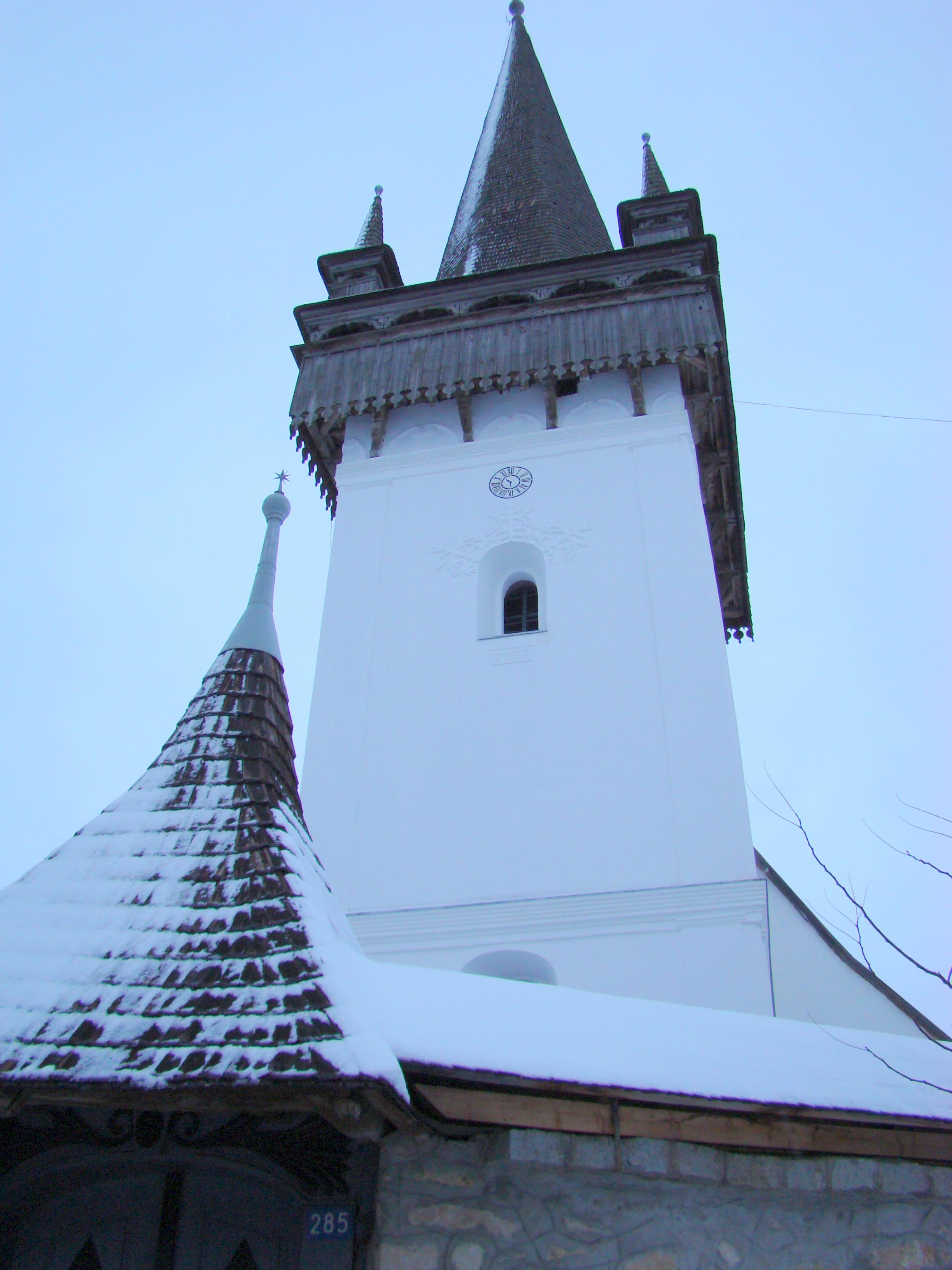

## Vezi și
- Izvoru Crișului, Cluj